# Ota Fukárek
Ota Fukárek (* 18. ledna 1977, Jablonec nad Nisou) je bývalý český profesionální tenista. Během své aktivní sportovní kariéry zaznamenal 4 tituly na Challengerech ve dvouhře a 15 ve čtyřhře, avšak nevyhrál žádný turnaj ATP. Ve finále čtyřhry s Tomášem Cibulcem v Čennají podlehli indickému páru Bhupathi a Paes (2002).

## Finálová utkání na Challengerech

### Dvouhra - výhry (4)
| Legenda (dvouhra)               |
| Grand Slam (0)                  |
| ATP World Tour Masters 1000 (0) |
| ATP World Tour 500 (0)          |
| ATP World Tour 250 (0)          |
| ATP Challenger Tour (4)         |

| Č. | Datum             | Turnaj            | Povrch | Finalista         | Výsledek      |
| 1. | 9. srpen 1999     | Madrid, Španělsko | tvrdý  | Gouichi Motomura  | 6–2, 6–7, 7–5 |
| 2. | 26. únor 2001     | Singapur          | tvrdý  | Federico Luzzi    | 7–6(5), 6–3   |
| 3. | 10. září 2001     | Zabrze, Polsko    | antuka | Michael Kohlmann  | 6–3, 6–4      |
| 4. | 19. listopad 2001 | Praha, Česko      | tvrdý  | Cristiano Caratti | 6–3, 6–3      |

### Dvouhra - finalista (3)
| Č. | Datum           | Turnaj                  | Povrch | Vítěz            | Výsledek               |
| 1. | 9. duben 2001   | San Luis Potosí, Mexiko | antuka | Martín Rodríguez | 6–7(7), 7–6(2), 7–6(8) |
| 2. | 15. říjen 2001  | Helsinki, Finsko        | tvrdý  | George Bastl     | 6–4, 4–6, 6–4          |
| 3. | 11. březen 2002 | North Miami Beach, USA  | tvrdý  | Vince Spadea     | 4–6, 6–1, 6–4          |

### Čtyřhra - vítězství (15)
| Legenda                         |
| Grand Slam (0)                  |
| ATP World Tour Masters 1000 (0) |
| ATP World Tour 500 (0)          |
| ATP World Tour 250 (0)          |
| ATP Challenger Tour (15)        |

| Č.  | Datum             | Turnaj                 | Povrch  | Spoluhráč        | Finalisté                                     | Výsledek         |
| 1.  | 22. červen 1998   | Příbram, Česko         | antuka  | Udo Plamberger   | Petr Pála Radek Štěpánek                      | 2–6, 6–3, 6–4    |
| 2.  | 5. říjen 1998     | Santiago, Chile        | antuka  | Attila Savolt    | Edwin Kempes Peter Wessels                    | 7–6, 6–4         |
| 3.  | 7. srpen 2000     | Praha, Česko           | antuka  | František Čermák | Tomáš Cibulec Leoš Friedl                     | 6–4, 6–3         |
| 4.  | 13. listopad 2000 | Osaka, Japonsko        | tvrdý   | František Čermák | Yaoki Ishii Eric Taino                        | 6–1, 7–6(5)      |
| 5.  | 12. únor 2001     | Bombaj, Indie          | tvrdý   | František Čermák | Mahesh Bhupathi Fazaluddin Syed               | 7–5, 3–6, 7–6(2) |
| 6.  | 2. duben 2001     | Calabasas, USA         | tvrdý   | Ivo Heuberger    | Paul Hanley Nathan Healey                     | 6–2, 3–6, 6–1    |
| 7.  | 1. duben 2002     | León, Mexiko           | tvrdý   | Noam Behr        | Yves Allegro Alexander Waske                  | 7–6(6), 6–3      |
| 8.  | 13. květen 2002   | Praha, Česko           | antuka  | František Čermák | Jaroslav Levinský David Škoch                 | 6–4, 6–3         |
| 9.  | 4. červen 2002    | Prostějov, Česko       | antuka  | František Čermák | Mariano Hood Sebastián Prieto                 | 6–3, 7–6(5)      |
| 10. | 5. srpen 2002     | Córdoba, Španělsko     | tvrdý   | Paul Rosner      | Emilio Benfele Álvarez Dušan Vemić            | 7–6(7), 6–4      |
| 11. | 10. únor 2003     | Lübeck, Německo        | koberec | Jordan Kerr      | Robert Lindstedt Fredrik Loven                | 6–3, 3–6, 6–3    |
| 12. | 21. duben 2003    | León, Mexiko           | tvrdý   | Jordan Kerr      | Alex Bogomolov, Jr. Alejandro Hernández       | 4–6, 6–3, 6–4    |
| 13. | 28. červenec 2003 | Segovia, Španělsko     | tvrdý   | Tripp Phillips   | Jean-François Bachelot Emilio Benfele Álvarez | 6–4, 7–6(8)      |
| 14. | 11. srpen 2003    | Graz, Rakousko         | tvrdý   | Noam Behr        | Karsten Braasch Johan Landsberg               | 6–3, 6–2         |
| 15. | 7. září 2004      | Aschaffenburg, Německo | antuka  | Jan Vacek        | Kornel Bardoczky Gergely Kisgyorgy            | 3–6, 6–4, 6–3    |

### Čtyřhra - finalista (11)
| Č.  | Datum             | Turnaj                        | Povrch  | Spoluhráč           | Vítězové                           | Výsledek         |
| 1.  | 13. duben 1998    | Puerto Vallarta, Mexiko       | tvrdý   | Régis Lavergne      | Luis Enrique Herrera Gabriel Trifu | 6–3, 6–4         |
| 2.  | 17. srpen 1998    | Bronx, USA                    | tvrdý   | Gabriel Trifu       | Jared Palmer Takao Suzuki          | 6–1, 6–2         |
| 3.  | 2. srpen 1999     | Segovia, Španělsko            | tvrdý   | Alejandro Hernández | Roger Federer Sander Groen         | 6–4, 7–6         |
| 4.  | 16. květen 2000   | Edinburgh, Spojené království | antuka  | Lars Burgsmüller    | Tommy Robredo Michael Russell      | 6–0, 6–2         |
| 5.  | 6. listopad 2000  | Soul, Jižní Korea             | tvrdý   | František Čermák    | Tim Crichton Ashley Fisher         | 6–4, 6–4         |
| 6.  | 20. listopad 2000 | Brest, Francie                | tvrdý   | František Čermák    | Tuomas Ketola Laurence Tieleman    | 7–6(5), 1–6, 6–3 |
| 7.  | 5. listopad 2001  | Bratislava, Slovensko         | koberec | František Čermák    | Petr Luxa Radek Štěpánek           | 6–4, 6–3         |
| 8.  | 7. leden 2002     | Čennai, Indie                 | tvrdý   | Tomáš Cibulec       | Mahesh Bhupathi Leander Paes       | 5–7, 6–2, 7–5    |
| 9.  | 21. leden 2002    | Heilbronn, Německo            | koberec | František Čermák    | Aleksandar Kitinov Johan Landsberg | 6–7(5), 6–3, 6–1 |
| 10. | 11. březen 2002   | North Miami Beach, USA        | tvrdý   | Jim Thomas          | Eric Nunez Graydon Oliver          | 3–6, 7–6(5), 7–5 |
| 11. | 5. července 2004  | Budaörs, Maďarsko             | antuka  | Stéphane Robert     | Ignacio González Gabriel Trujillo  | 3–6, 6–2, 6–3    |